# Natalia Oleszkiewicz
Natalia Oleszkiewicz (ur. 2 marca 2002) – piłkarka nożna występująca na pozycji napastnika, reprezentantka Polski.

## Kariera klubowa
Grę w piłkę nożną rozpoczynała w zespole młodzików drużyny MKS Drawa Drawsko.

### Olimpia Szczecin
Była zawodniczką juniorskiego zespołu Olimpii Szczecin, w sierpniu 2017 roku przeszła do seniorek. W sezonie 2017/2018 zadebiutowała w Ekstralidze. W czerwcu 2018 roku razem z Olimpią II zdobyła brązowy medal mistrzostw Polski juniorek do lat 19. W sezonie 2020/2021 zdobyła dwie bramki, a w sezonie 2021/2022 rozegrała 5 meczów zdobywając 5 goli.

### Pogoń Szczecin
Od sezonu 2022/2023 grała w zespole Pogoni Szczecin (po połączeniu zespołów z Olimpią). W 7 spotkaniach zdobyła 10 bramek, została wybrana najlepszą zawodniczką Pogoni Szczecin sezonu. Razem z Pogonią Szczecin, w czerwcu 2024, zdobyła mistrzostwo 22. kolejki Orlen Ekstraligi. Było to pierwsze w historii zwycięstwo Pogoni w lidze. Grając w 21 spotkaniach zdobyła 15 bramek co zapewniło jej tytuł królowej strzelczyń Ekstraligi. 23 czerwca przedłużyła kontrakt z Pogonią Szczecin do końca sezonu 2024/2025.

## Kariera reprezentacyjna
W lutym 2024 roku znalazła się w ogłoszonej przez selekcjonerkę Ninę Patalon liście zawodniczek powołanych na lutowe zgrupowanie kobiecej reprezentacji Polski. 27 lutego tego samego roku zadebiutowała w barwach reprezentacji w towarzyskim meczu z reprezentacją Szwajcarii, zmieniając w 89' minucie Dominikę Grabowską. 31 maja 2024 roku rozegrała drugi mecz w kadrze, kiedy to w zagrała w przegranym meczu kwalifikacyjnym przed Euro 2025 z reprezentacją Niemiec zmieniając w 80' minucie Kaylę Adamek. W czerwcu 2024 roku została powołana na zgrupowanie reprezentacji Polski. W lipcu tego samego roku nie znalazła się w ostatecznej kadrze kobiecej reprezentacji Polski na mecze eliminacyjne do Mistrzostw Europy w 2025 roku.

## Statystyki

### Reprezentacyjne
| Reprezentacja | Rok | Mecze | Bramki | Asysty |
| ------------- | --- | ----- | ------ | ------ |
| Polska        |     |       |        |        |
| 2024          | 2   | 0     | 0      |        |
| Ogólnie       | 2   | 0     | 0      |        |

| Mecze, gole i asysty w reprezentacji | Mecze, gole i asysty w reprezentacji | Mecze, gole i asysty w reprezentacji | Mecze, gole i asysty w reprezentacji | Mecze, gole i asysty w reprezentacji | Mecze, gole i asysty w reprezentacji | Mecze, gole i asysty w reprezentacji | Mecze, gole i asysty w reprezentacji | Mecze, gole i asysty w reprezentacji | Mecze, gole i asysty w reprezentacji |
| Lp.                                  | Data                                 | Miejsce                              | Gospodarz                            | Gość                                 | Gol                                  | Asysta                               | Wynik                                | Grała                                | Uwagi                                |
| ------------------------------------ | ------------------------------------ | ------------------------------------ | ------------------------------------ | ------------------------------------ | ------------------------------------ | ------------------------------------ | ------------------------------------ | ------------------------------------ | ------------------------------------ |
| 1.                                   | 27.02.2024                           | Malaga                               | Szwajcaria                           | Polska                               |                                      |                                      | 0:1                                  | do 89'                               | towarzyski                           |
| 2.                                   | 31.05.2024                           | Ostseestadion                        | Niemcy                               | Polska                               |                                      |                                      | 4:1                                  | od 80'                               | el. ME 2025                          |